# Halland (condado)
Nota linguística: Não confundir grevskap (território governado por um conde) com län (subdivisão administrativa da Suécia).
O Condado da Halland (em sueco: Hallands län;  ouça a pronúncia), raramente Condado da Halândia (em latim: Hallandia), é um dos 21 condados em que a Suécia está atualmente dividida.                                                                                     Está situado no sudoeste da região histórica da Götaland, junto ao estreito do Categate.  

É essencialmente constituído pela província histórica da Halland

Ocupa 1% da superfície total do país, e tem uma população de cerca de 343 434 habitantes (2024).                                                                                      A sua sede administrativa (residensstad) está na cidade de Halmstad.

## História
O Condado da Halland foi fundado em 1719.

### O condado atual
Abrange fundamentalmente a própria província histórica da Halland, e ainda pequenas parcelas da Västergötland e da Småland.

A Götaland
A Província histórica da Halland
O Condado da Halland

### Brasão
O seu brasão é o mesmo que o da província histórica com o mesmo nome.

## Geografia
Com uma área de 5.719 km², a Halland está coberta na sua maior parte por terrenos florestais onde predomina o abeto.                                                                                     

### Comunas
O condado da Halland está dividido em 6 comunas (Kommuner) a nível local:

|            |                                    |
| Comuna     | População (31 de dezembro de 2006) |
| Falkenberg | 39.874                             |
| Halmstad   | 88.958                             |
| Hylte      | 10.371                             |
| Kungsbacka | 71.044                             |
| Laholm     | 23.153                             |
| Varberg    | 55.459                             |

### Centros urbanos
Os maiores centros urbanos do condado eram em 2020:

| # | Centro urbano | População |
| - | ------------- | --------- |
| 1 | Halmstad      | 71 422    |
| 2 | Varberg       | 36 327    |
| 3 | Falkenberg    | 28 747    |
| 4 | Kungsbacka    | 24 071    |
| 5 | Onsala        | 12 415    |

### Comunicações
O condado é atravessado pela estrada europeia E6/E20, e pela linha férrea da Linha da Costa Oeste, conectando Gotemburgo–Varberg–Malmö, através do litoral. Dispõe de um aeroporto em Halmstad, e de portos de mercadorias em Halmstad, Falkenberg e Varberg, assim como um porto de passageiros em Varberga.

## Política e administração regional

### Órgão administrativo regional
Como subdivisão regional, o condado é chefiado por um governador (landshövding), nomeado pelo governo, e tem a missão de executar as tarefas administrativas do estado nesse mesmo condado, contando para tal com o ”Conselho Administrativo do Condado da Halland” (Länsstyrelsen i Hallands län). 

### O condado e a região
No mesmo território do Condado da Halland (län), opera a Região Halland (region). Enquanto que o condado é um órgão administrativo – cujo governador é nomeado pelo estado, a região é um órgão político – eleito pelos cidadãos, e responsável pela gestão local da saúde, transportes, cultura, etc…

### O condado na União Europeia
No âmbito da União Europeia, o Condado da Halland é uma unidade estatística do tipo (Nuts 3).